# Nicole Davis
Nicole Marie Davis, född 24 april 1982 i Stockton i Kalifornien, är en amerikansk volleybollspelare. Davis blev olympisk silvermedaljör i volleyboll 2008 i Peking och 2012 i London. Hon var också med i det lag som tog guld vid VM 2014. På klubbnivåspelade spelade hon först för universitetslaget och sedan för ett stort antal europeiska klubbar fram till dess att hon avslutade sin karriär 2015.